# Chaponnay
Chaponnay é uma comuna francesa na região administrativa de Auvérnia-Ródano-Alpes, no departamento de Ródano. Estende-se por uma área de 18,89 km². Em 2010 a comuna tinha 4 402 habitantes (densidade: 233 hab./km²).